# Schwaz Hammers 2019
Questa voce raccoglie le informazioni riguardanti gli Schwaz Hammers nelle competizioni ufficiali della stagione 2019.

## AFL - Division III 2019

### Stagione regolare
| Schwaz 23 marzo 2019, ore 15:00 1ª giornata | Schwaz Hammers | 42 – 6 (21-0 14-0 0-0 7-6) referto | Gmunden Rams | Silberstadt Arena |

| Söll 31 marzo 2019, ore 14:00 2ª giornata | Wörgl Warriors | 7 – 21 (7-0 0-0 0-7 0-14) referto | Schwaz Hammers | Salvenarena |

| Schwaz 27 aprile 2019, ore 16:00 5ª giornata | Schwaz Hammers | 35 – 0 (21-0 14-0 0-0 0-0) referto | Carinthian Eagles | Silberstadt Arena |

| Piesendorf 4 maggio 2019, ore 16:00 6ª giornata | Pinzgau Celtics | 13 – 35 (7-14 6-14 0-7 0-0) referto | Schwaz Hammers | Celtics Field |

| Schwaz 10 maggio 2019, ore 19:30 7ª giornata | Schwaz Hammers | 42 – 7 (14-0 8-0 14-7 6-0) referto | Wörgl Warriors | Silberstadt Arena |

| Gmunden 25 maggio 2019, ore 15:00 9ª giornata | Gmunden Rams | 0 – 38 (0-10 0-14 0-7 0-7) referto | Schwaz Hammers | SEP-Arena |

| Schwaz 10 giugno 2019, ore 15:00 10ª giornata | Schwaz Hammers | 41 – 28 (21-14 14-14 6-0 0-0) referto | Pinzgau Celtics | Silberstadt Arena |

| Villaco 16 giugno 2019, ore 14:15 11ª giornata | Carinthian Eagles | 0 – 42 (0-21 0-7 0-7 0-7) referto | Schwaz Hammers | Sportzentrum Landskron |

### Playoff
| 13 luglio 2019, ore 17:00 Semifinale | Schwaz Hammers | 16 – 19 (9-0 0-6 7-7 0-3 0-3) referto | Upper Styrian Rhinos |  |

### Statistiche di squadra
| Competizione      | %Vittorie | In casa | In casa | In casa | In casa | In casa | In casa | In trasferta | In trasferta | In trasferta | In trasferta | In trasferta | In trasferta | Totale | Totale | Totale | Totale | Totale | Totale |
| Competizione      | %Vittorie | G       | V       | N       | P       | Pf      | Ps      | G            | V            | N            | P            | Pf           | Ps           | G      | V      | N      | P      | Pf     | Ps     |
| ----------------- | --------- | ------- | ------- | ------- | ------- | ------- | ------- | ------------ | ------------ | ------------ | ------------ | ------------ | ------------ | ------ | ------ | ------ | ------ | ------ | ------ |
| Stagione regolare | 1.000     | 4       | 4       | 0       | 0       | 160     | 41      | 4            | 4            | 0            | 0            | 136          | 20           | 8      | 8      | 0      | 0      | 296    | 61     |
| Playoff           | .500      | 1       | 0       | 0       | 1       | 16      | 19      | 0            | 0            | 0            | 0            | 0            | 0            | 1      | 0      | 0      | 1      | 16     | 19     |
| Totale            | .889      | 5       | 4       | 0       | 1       | 176     | 60      | 4            | 4            | 0            | 0            | 136          | 20           | 9      | 8      | 0      | 1      | 312    | 80     |

## AFL - Division Ladies 2019

### Stagione regolare
| 7 settembre 2019, ore 15:00 CEST 1ª giornata | Danube Dragons Ladies | 12 – 20 referto | Schwaz Hammers Ladies |  |

| Schwaz 13 ottobre 2019, ore 11:00 CEST 3ª giornata | Schwaz Hammers Ladies | 0 – 36 referto | Vienna Vikings Ladies | Silberstadt Arena |

| Schwaz 20 ottobre 2019, ore 11:00 CEST 4ª giornata | Schwaz Hammers Ladies | 27 – 6 referto | Budapest Wolves Ladies | Silberstadt Arena |

| Schwaz 27 ottobre 2019, ore 13:00 CEST 5ª giornata | Schwaz Hammers Ladies | 21 – 8 (7-0 7-8 7-0 0-0) referto | Telfs Patriots Ladies | Silberstadt Arena (1000 spett.) |

| Schwaz 10 novembre 2019, ore 11:00 CEST 6ª giornata | Schwaz Hammers Ladies | 32 – 0 | Salzburg Ducks Ladies | Silberstadt Arena |

### Playoff
| Vienna 16 novembre 2019, ore 15:00 Ladies Bowl | Vienna Vikings Ladies | 44 – 0 (8-0 30-0 6-0 0-0) referto | Schwaz Hammers Ladies | Footballzentrum Ravelinstraße |

### Statistiche di squadra
| Competizione      | %Vittorie | In casa | In casa | In casa | In casa | In casa | In casa | In trasferta | In trasferta | In trasferta | In trasferta | In trasferta | In trasferta | Totale | Totale | Totale | Totale | Totale | Totale |
| Competizione      | %Vittorie | G       | V       | N       | P       | Pf      | Ps      | G            | V            | N            | P            | Pf           | Ps           | G      | V      | N      | P      | Pf     | Ps     |
| ----------------- | --------- | ------- | ------- | ------- | ------- | ------- | ------- | ------------ | ------------ | ------------ | ------------ | ------------ | ------------ | ------ | ------ | ------ | ------ | ------ | ------ |
| Stagione regolare | .800      | 4       | 3       | 0       | 1       | 80      | 50      | 1            | 1            | 0            | 0            | 20           | 12           | 5      | 4      | 0      | 1      | 100    | 62     |
| Playoff           | .000      | 0       | 0       | 0       | 0       | 0       | 0       | 1            | 0            | 0            | 1            | 0            | 44           | 1      | 0      | 0      | 1      | 0      | 44     |
| Totale            | .667      | 4       | 3       | 0       | 1       | 80      | 50      | 2            | 1            | 0            | 1            | 20           | 56           | 6      | 4      | 0      | 2      | 100    | 106    |